# Кукреш, Леонид Васильевич
Леонид Васильевич Кукреш (27 июля 1938, Речень, Минская область — 16 июня 2023) — белорусский ученый в области растениеводства, селекционер, академик Национальной академии наук Беларуси (2003).
Родился 27 июля 1938 года в деревне Речень Любанского района Минской области.
Окончил Белорусскую сельскохозяйственную академию (1960). С 1960 по 1969 годы — главный агроном совхоза, первый секретарь райкома комсомола, председатель колхоза в Пружанском районе Брестской области. С 1969 по 1972 годы — старший агроном управления сельского хозяйства Жабинковского района, начальник районной станции защиты растений. С 1972 по 1994 годы — старший научный сотрудник, заведующий отделом, с 1989 года — заместитель директора по научной работе Белорусского НИИ земледелия и кормов, с 1994 года — главный советник Главного управления АПК Совета Министров Республики Беларусь. С 2003 по 2008 годы — заведующий сектором науки Администрации Президента Республики Беларусь. С 2008 года — советник по производству Министра сельского хозяйства и продовольствия Республики Беларусь.
Под его руководством и при непосредственном участии созданы и районированы сорта гороха Белус, Агат, Беларус, Свитанак, яровой вики Натали. Соавтор сорта ярового тритикале Инесса.
Доктор сельскохозяйственных наук (1985), профессор (2000). Академик Национальной академии наук Беларуси (2003), Академии аграрных наук Республики Беларусь (1996—2002). Заслуженный деятель науки Республики Беларусь (1999).
Умер 16 июня 2023 года.

## Публикации
Автор более 200 научных работ, в том числе 7 монографий.
- Вика яровая. Биология и культигенез. — Минск: Навука i тэхнiка, 1991.
- Кукреш Л. В., Лукашевич Н. П. Зернобобовые культуры. — Минск: Ураджай, 1992.
- Кукреш Л. В., Лукашевич Н. П. Горох (биология, агротехника, использование). — Минск: Ураджай, 1997.